# The Mirage
The Mirage – superluksusowy hotel i kasyno, położony przy bulwarze Las Vegas Strip w Paradise, w stanie Nevada.
The Mirage został wyróżniony nagrodą Czterech Diamentów AAA.

## Historia
The Mirage został wybudowany przez inwestora Steve'a Wynna, a autorem jego projektu był Joel Bergman. Oficjalne otwarcie kompleksu nastąpiło w listopadzie 1989 roku. The Mirage był jednocześnie pierwszym obiektem, wybudowanym dzięki pieniądzom z Wall Street przy wykorzystaniu obligacji śmieciowych. The Mirage jest jednym z najdroższych hoteli–kasyn na świecie; koszt jego budowy wyniósł 630 milionów dolarów.
Złote okna budynku zawdzięczają swój kolor obecności pyłu prawdziwego złota, wykorzystanego w procesie barwienia.

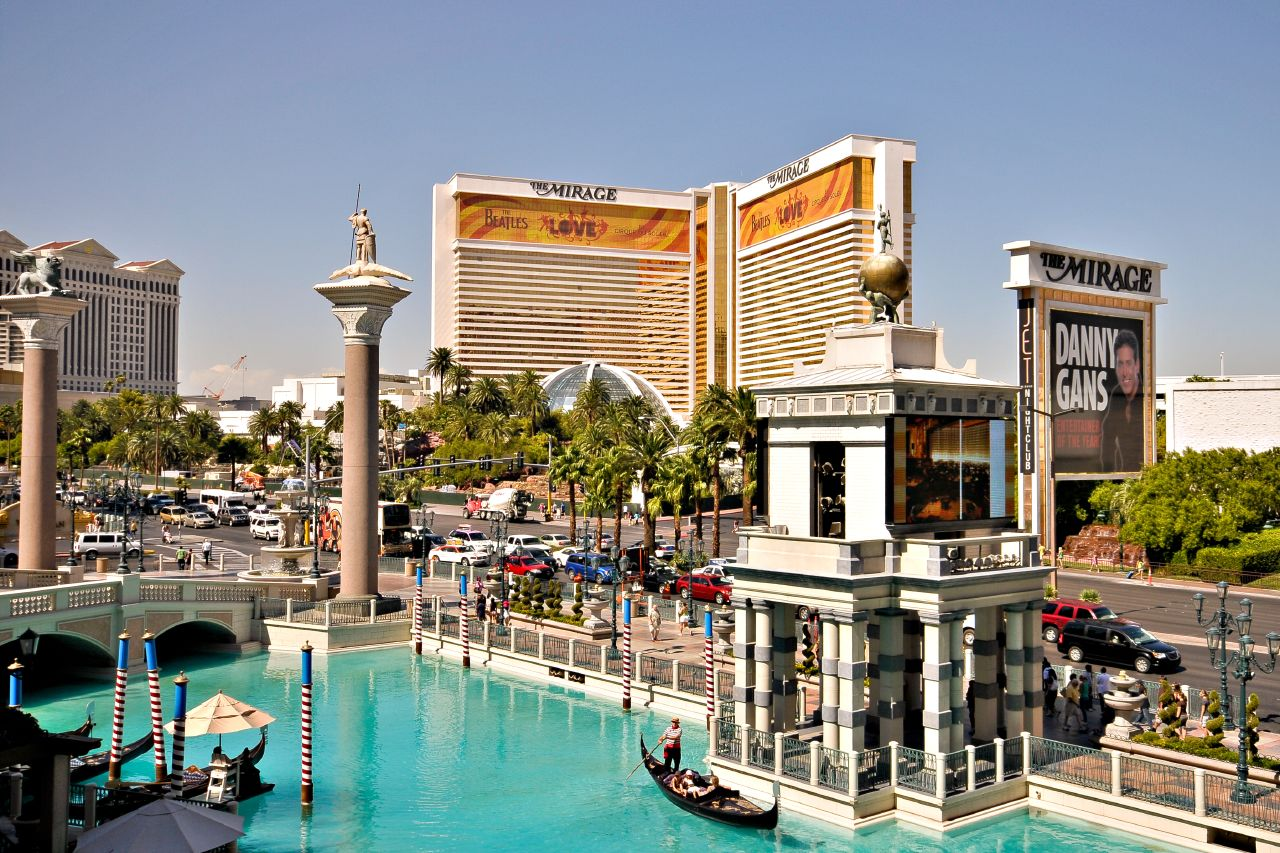
The Mirage widziany z The Venetian, podczas wystawiania sztuki Love Cirque du Soleil

Projekt oraz sposób konstrukcji The Mirage sprawiły, że Steve Wynn wyznaczył nowe standardy dla wszystkich hoteli w Las Vegas, zaś on sam uważany jest za ojca dzisiejszego Vegas. Tuż przed otwarciem kompleksu, miasto doświadczało kryzysu turystycznego, który rozpoczął się w latach 70. Spowodowany był przede wszystkim faktem, że stan New Jersey zalegalizował hazard, w wyniku czego odwiedzający (zwłaszcza ze Wschodniego Wybrzeża) wybierali kasyna Atlantic City, a nie odległej Nevady. Miasto przestało być popularnym celem podróży, dlatego otwarcie The Mirage stało się przełomem.
W latach 1990–2003, w hotelu wystawiany był popularny show Siegfrieda i Roya, łączący magię oraz pokazy z dzikimi zwierzętami. Wypadek Roya Horna, który został zraniony przez białego tygrysa, spowodował, że występy duetu zniknęły z The Mirage.
W 1993 roku, w ogromnym namiocie rozstawionym na parkingach The Mirage wystawiana była Nouvelle Expérience Cirque du Soleil. W tym samym okresie Steve Wynn zaproponował grupie stworzenie sztuki Mystère specjalnie dla sąsiedniego kompleksu Treasure Island. Kilka lat później Cirque du Soleil powrócił do miejsca, gdzie zaczynał swoją przygodę w Las Vegas i obecnie wystawia permanentny show w The Mirage, Love. W 2006 roku premierę miała produkcja REVOLUTION, poświęcona zespołowi The Beatles.
W 2004 roku Danny Gans został główną gwiazdą hotelu, jednak w 2009 roku opuścił The Mirage i nawiązał współpracę z Encore Las Vegas. W odpowiedzi na to, w 2009 roku pięcioletni kontrakt na występy w The Mirage podpisał Terry Fator, zwycięzca jednej z edycji programu America's Got Talent.

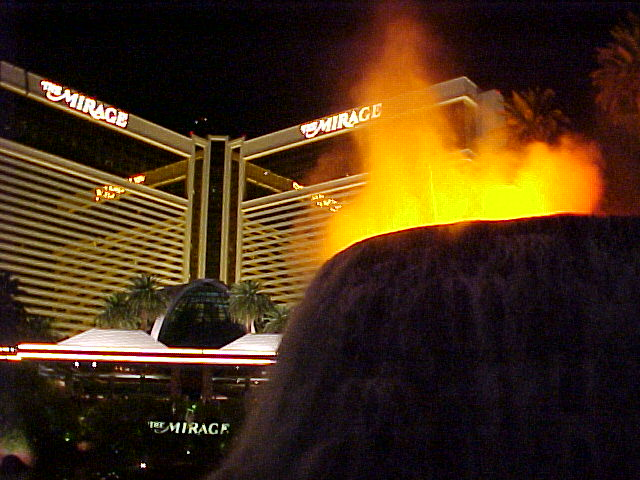
Jedna z głównych atrakcji The Mirage – wulkan, który „eruptuje” każdej nocy

### The Mirage w mediach
- Sala do gry w pokera w kasynie The Mirage była celem podróży marzeń postaci granej przez Matta Damona w filmie Hazardziści.
- Film W krzywym zwierciadle: Wakacje w Vegas kręcony był głównie w The Mirage.
- The Mirage był parodiowany w co najmniej trzech grach komputerowych: Grand Theft Auto: San Andreas jako The Visage, Need For Speed: Carbon jako The Mirror oraz Hitman: Blood Money jako The Shamal.
- The Mirage był jednym z trzech kasyn, które obrabował Danny Ocean (George Clooney) i jego ekipa w filmie Ocean’s Eleven.
- W The Mirage nakręcono jedną ze scen obrazu Sierżant Bilko ze Steve'em Martinem w roli głównej.
- Na terenie The Mirage nakręcono kilka odcinków programu Criss Angel: Mindfreak.
- W 1991 roku telewizja CBS wyemitowała Cher Extravaganza: Live at the Mirage, zapis koncertu Cher w The Mirage.

## Atrakcje

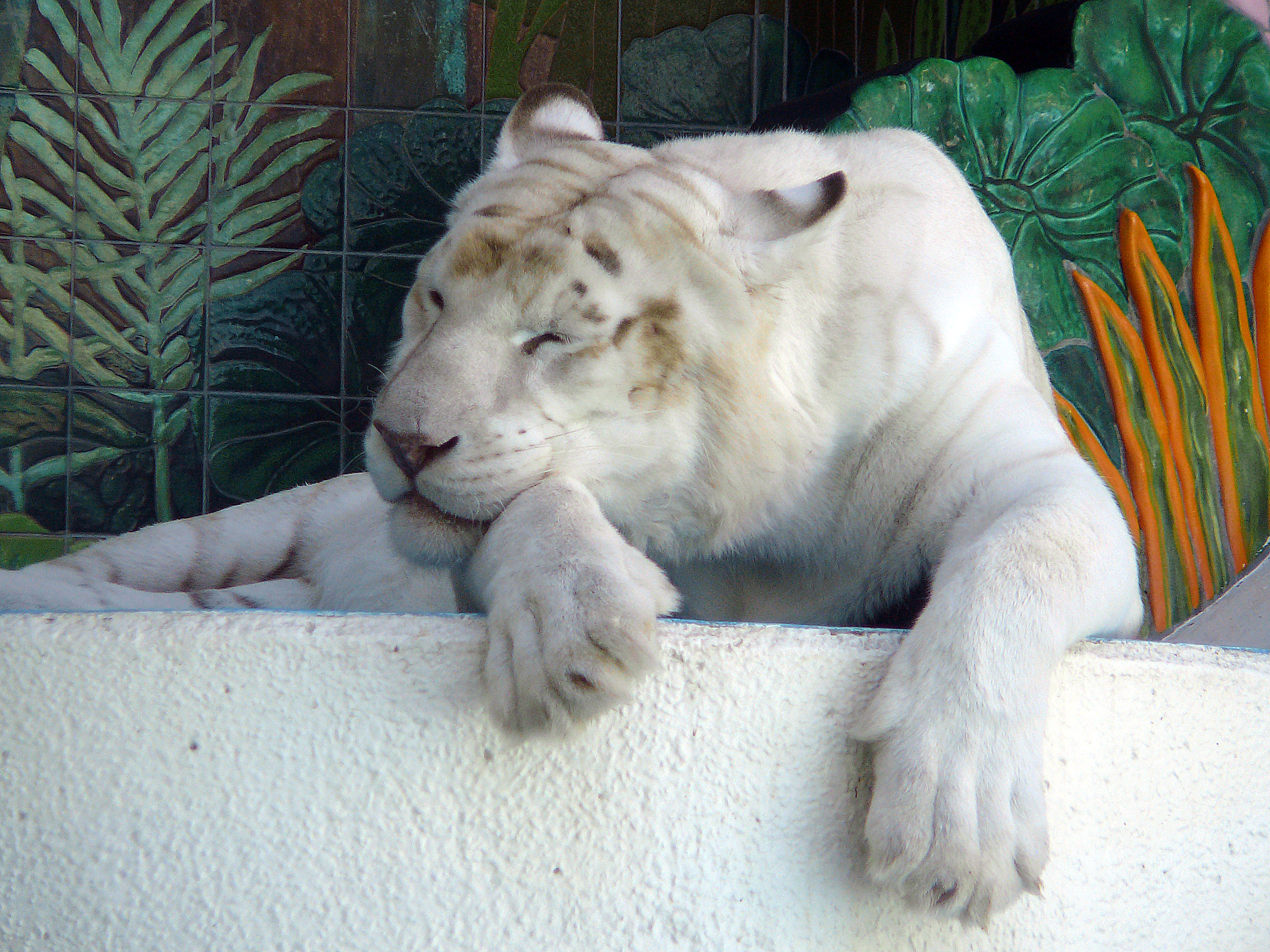
Biały tygrys, jeden z mieszkańców ogrodów The Mirage

Do najważniejszych atrakcji The Mirage należą:
- Tajemniczy ogród i delfinarium Siegfrieda i Roya.
- Sztuczny wulkan przy bulwarze Strip, który wybucha każdego wieczoru w godzinach 17-23. W 1996 roku firma WET, która zaprojektowała słynne Fountains of Bellagio, zmodernizowała wulkan, nadając mu dodatkowej spektakularności. Chcąc uniknąć nieprzyjemnego zapachu gazu, który wydobywał się z wulkanu, zaczęto oddzielać tiole od naturalnego gazu, dodając do niego woń piña colady. W 2008 roku wulkan przeszedł kolejną modernizację; dodano również nową ścieżkę dźwiękową, imitującą odgłosy wybuchów prawdziwych wulkanów.
- Atrium w holu hotelowym, złożone z palm, obiektów imitujących „dziką florę” oraz atrakcji wodnych.
- Akwarium o długości 16 metrów i wysokości ponad 2 metrów, które znajduje się w recepcji hotelowej i jest zamieszkiwane przez niemal 1000 zwierząt morskich.
- Produkcja sceniczna Love Cirque du Soleil.